# 2012–2013-as spanyol labdarúgókupa
A Copa del Rey 2012–13-as kiírása volt a spanyol labdarúgókupa 109. idénye. A kupasorozat 2012 augusztusában kezdődött, és 2013 májusában ért véget.
A győztes az Atlético Madrid lett, miután a döntőben hosszabbítás után 2–1-re legyőzte a Real Madridot. Ez volt az Atlético tizedik győzelme.
A gólkirály címet az Atlético Madrid támadója, Diego Costa szerezte meg.